# Luigi Fantappiè

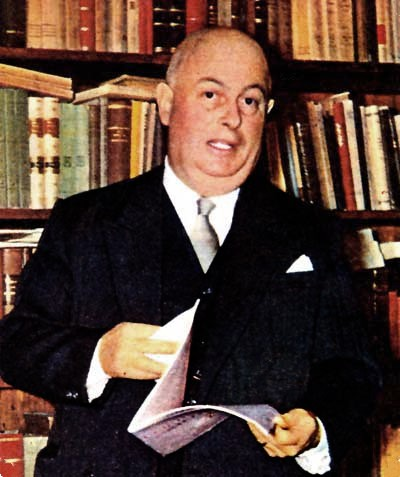
Fantappiè, ca. 1950

Luigi Fantappiè (Viterbo, 15 september 1901 – aldaar, 28 juli 1956) was een Italiaans wiskundige.
Fantappiè studeerde in 1922 af aan de Universiteit van Pisa. Hij deed werk binnen de functionaalanalyse.
In 1942 stelde hij een theorie voor waarbij hij fysica en biologie combineerde. Hierbij stelde hij het concept van syntropie voor. Dit concept is vergelijkbaar met de negentropie die werd voorgesteld door Erwin Schrödinger in 1943.
Fantappiè overleed in 1956 aan trombose. In Viterbo bevindt zich een middelbare school die naar hem is vernoemd.